# خارج از باران
خارج از باران (به انگلیسی: Out of the Rain) فیلمی محصول سال ۱۹۹۱ و به کارگردانی گری وینیک است. در این فیلم بازیگرانی همچون بریجیت فوندا، مایکل اوکیف و ماری مارا ایفای نقش کرده‌اند.